# アレクサンダー・ホール
アレクサンダー・ホール（Alexander Hall, 1894年1月11日 - 1968年7月30日）は、アメリカ合衆国の映画監督、舞台俳優である。

## キャリア
4歳の頃から舞台俳優として活動し、1914年よりサイレント映画俳優となった。第一次世界大戦で兵役に就いた後はハリウッドに戻り、映画製作者としてのキャリアを始めた。パラマウント映画で編集技師及びアシスタントディレクターを務め、1932年の『明日は晴れ』でフィーチャー映画監督としてデビューする。1937年から1947年まではコロンビア ピクチャーズの下でコメディ映画を監督していた。『幽霊紐育を歩く』（1941年）でアカデミー監督賞にノミネートされた。

## 私生活
ホールは1934年から1936年まで女優のローラ・レインと結婚していた。またルシル・ボールと婚約していたが、彼女がデジ・アーナズと出会ったことで解消された。ボールとアーナズは後に1956年の映画『Forever, Darling』の監督にホールを雇った。
1968年7月30日、サンフランシスコにて脳卒中による合併症で亡くなった。

## 主な監督映画
- A Game of Craft (1922) 短編映画
- 明日は晴れ Sinners in the Sun (1932)
- Madame Racketeer (1932)
- 四一九号室の女 The Girl in 419 (1933)
- 深夜の怪紳士 Midnight Club (1933)
- ブルースを唄ふ女 Torch Singer (1933)
- 帰らぬ船出 Limehouse Blues (1934)
- 可愛いマーカちゃん Little Miss Marker (1934)
- 坊やが盗まれた Miss Fane's Baby Is Stolen (1934)
- わたし貴婦人よ Goin' to Town (1935)
- さらば海軍兵学校 Annapolis Farewell (1935)
- 恋のナポリ Give Us This Night (1936)
- 親分はお人よし Yours for the Asking (1937)
- 報道戦 Exclusive (1937)
- 奥さんは嘘つき There's Always a Woman (1938)
- 俺が法律だ I Am the Law (1938)
- The Lady's from Kentucky (1939)
- Bedtime Story (1941)
- 幽霊紐育を歩く Here Comes Mr. Jordan (1941)
- My Sister Eileen (1942)
- They All Kissed the Bride (1942)
- 此の蟲十万弗 Once Upon a Time (1944)
- 地上に降りた女神 Down to Earth (1947)
- 腰抜け大捕物 The Great Lover (1949)
- Louisa (1950)
- Because You're Mine (1952)
- Let's Do It Again (1953)
- Forever, Darling (1956)